# ووري

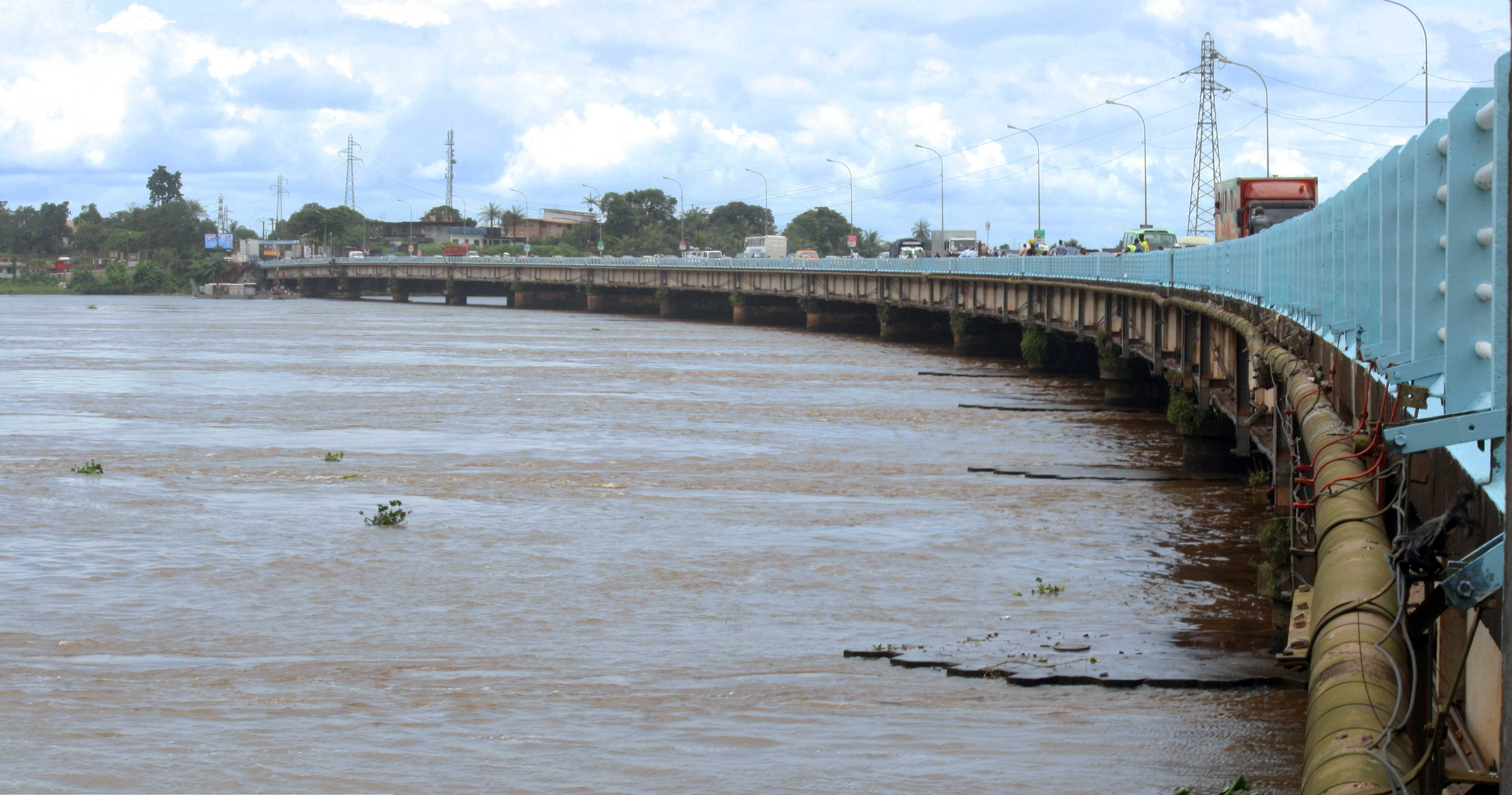

نهر في الكاميرون يبلغ طوله حوالي 160 كم ويتدفق النهر إلى أن يصل إلى مدينة دوالا التي تعد عاصمة الكاميرون الاقتصادية وأكبر مدن البلاد.